# نشان خدمات ورزشی
نشان ورزش یا خدمات ورزشی (انگلیسی: Order of Sport Services) یکی از نشان‌های افتخار در ایران است.
این نشان، عالی‌ترین نشان ورزشی ارتش شاهنشاهی ایران بود که طبق آیین نامه و به افسران و درجه داران و افراد نیروهای مسلح شاهنشاهی و مربیان و سرپرستان تیم‌های ورزشی داخل و اعضاء تیم‌های ورزشی مدعو خارجی اعطاء می‌گردید و ترتیب نصب آن، پس از نشان‌ها و مدال‌های یابود بود.

## درجات
نشان خدمات ورزشی نیروهای مسلح در دوران شاهنشاهی دارای یک نوع و سه درجه بود. این نشان پس از انقلاب ۱۳۵۷ ایران به نشان ورزش تغییر نام داد و به یک درجه تقلیل پیدا کرد.

### درجه یک
این نشان به کلیه افسران، همافران، درجه داران و سربازان و غیرارتشیانی که در راه پیشرفت ورزش در نیروهای مسلح شاهنشاهی، خدمات شایان توجهی نموده و موجب کسب موفقیت در مسابقات قهرمانی جهانی برای ایران شده بودند و قبلاً نیز به افتخار دریافت نشان خدمات ورزشی نیروهای مسلح درجه دو نائل شده و بیش از دو سال از تاریخ دریافت نشان قبلی گذشته بود، همچنین به کلیه افسران، همافران، درجه داران و سربازان و غیرارتشیان کشورهای خارجی که در راه پیشرفت در نیروهای مسلح شاهنشاهی همچنین در انجام مسابقات قهرمانی ارتش‌های جهانی که در ایران برگزار می‌شد، خدمات شایان توجهی نموده و قبلاً نیز به افتخار دریافت نشان خدمات ورزشی نیروهای مسلح درجه دو نائل شده و بیش از دو سال از تاریخ دریافت نشان قبلی گذشته بود، اعطاء می‌گردید.

### درجه دو
این نشان به کلیه افسران، همافران، درجه داران و سربازان و غیرارتشیانی که در راه پیشرفت ورزش در نیروهای مسلح شاهنشاهی، خدمات شایان توجهی نموده و موجب کسب موفقیت در مسابقات قهرمانی جهانی برای ایران شده بودند و قبلاً نیز به افتخار دریافت نشان خدمات ورزشی نیروهای مسلح درجه سه نائل شده و بیش از دو سال از تاریخ دریافت نشان قبلی گذشته بود، همچنین به کلیه افسران، همافران، درجه داران و سربازان و غیرارتشیان کشورهای خارجی که در راه پیشرفت در نیروهای مسلح شاهنشاهی همچنین در انجام مسابقات قهرمانی ارتش‌های جهانی که در ایران برگزار می‌شد، خدمات شایان توجهی نموده و قبلاً نیز به افتخار دریافت نشان خدمات ورزشی نیروهای مسلح درجه سه نائل شده و بیش از دو سال از تاریخ دریافت نشان قبلی گذشته بود، اعطاء می‌گردید.

### درجه سه
این نشان به کلیه افسران، همافران، درجه داران و سربازان و غیرارتشیانی که در راه پیشرفت ورزش در نیروهای مسلح شاهنشاهی، خدمات شایان توجهی نموده یا به مقام اول قهرمانی کشور یا مقام قهرمانی جهانی رسیده بودند، همچنین به کلیه افسران، همافران، درجه داران و سربازان و غیرارتشیان کشورهای خارجی که در راه پیشرفت در نیروهای مسلح شاهنشاهی همچنین در انجام مسابقات قهرمانی ارتش‌های جهانی که در ایران برگزار می‌شد، خدمات شایان توجهی نموده یا به مقام اول قهرمانی رسیده بودند، اعطاء می‌گردید.

## طراحی

### پیش از انقلاب
روی این نشان دایره ای شکل که بر حسب درجه از سه جنس طلا، نقره و برنز بود؛ وسط: در دایره وسطی: نقش برجسته تاج پهلوی که بر حسب درجه از سه جنس طلا، نقره و برنز بود، بر روی زمینه میناکاری شده با رنگ آبی پررنگ درون دایره داخلی و درون دایره بیرونی با زمینه میناکاری شده با رنگ آبی روشن، «نیروهای مسلح شاهنشاهی ایران» در بالا و «سازمان تربیت بدنی» در پایین؛ اطراف: پنج دایره تو خالی و میناکاری شده به رنگ‌های قرمز، سبز، مشکی، زرد و آبی به نشان پنج رنگ نشان المپیک که از داخل همدیگر عبور کرده‌اند؛ یک قبضه شمشیر که از بالای نشان عمود شده‌است تا پایین آن؛ و چهار خوشه هلالی شکل میناکاری شده که در اطراف دایره وسط و از درون چهار دایره پیرامونی گذشته‌اند، آمده‌است. 
روبان این نشان از نواری با پنج خط عمودی مساوی قرمز، سبز، مشکلی، زرد و آبی رنگ تشکیل شده و بر روی آن بر حسب درجه، سه، دو و یک برگ خرما از جنس طلا نصب شده‌است.

نشان درجه یک خدمات ورزشی
نشان درجه دو خدمات ورزشی
نشان درجه سه خدمات ورزشی

### پس از انقلاب
این نشان پس از انقلاب ۱۳۵۷ ایران نیز در ارتش جمهوری اسلامی ایران مورد استفاده قرار گرفت. بنا به مقتضیات پیش آمده و برچیده شدن هر گونه نشانی از دوران پهلوی، تغییراتی در این نشان بوجود آمد. 
روی این نشان دایره ای شکل؛ وسط: در دایره وسطی: پرچم ایران به صورت دایره ای و در دایره بیرونی با زمینه میناکاری شده به رنگ مشکلی، عبارت «یَا رَبِّ قَوِّ عَلَی خِدْمَتِکَ جَوَارِحِی» برگرفته از دعای کمیل در بالا و «سازمان تربیت بدنی ارتش جمهوری اسلامی ایران» در پایین؛ اطراف: پنج دایره تو خالی و میناکاری شده به رنگ‌های قرمز، سبز، مشکی، زرد و آبی به نشان پنج رنگ نشان المپیک که از داخل همدیگر عبور کرده‌اند؛ یک عدد مشعل که در بالای نشان قرار گفته؛ و چهار خوشه هلالی شکل میناکاری شده که در اطراف دایره وسط و از درون چهار دایره پیرامونی گذشته‌اند، آمده‌است.
روبان این نشان از نواری با پنج خط عمودی مساوی قرمز، سبز، مشکلی، زرد و آبی رنگ تشکیل شده و روی آن یک پلاک دایره ای شکل از نشان رسمی جمهوری اسلامی ایران نصب شده‌است.

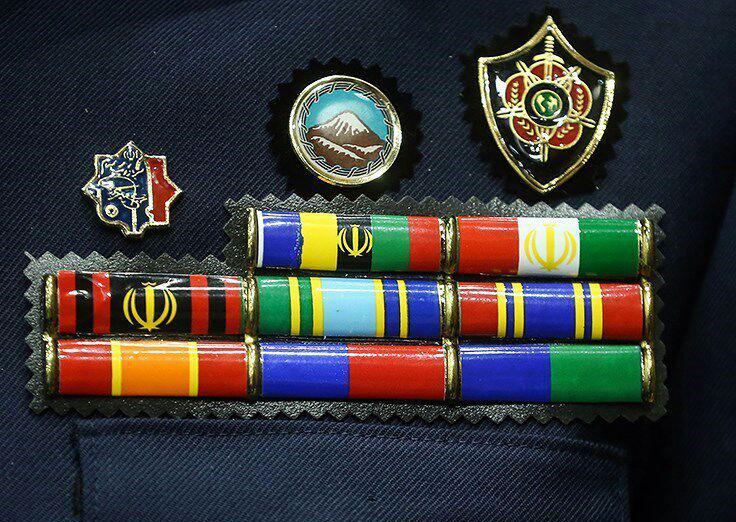
لنت نشان ورزش بر روی سینه یکی از فرماندهان نیروهای مسلح جمهوری اسلامی ایران